# Kajak-kenu a 2020. évi nyári olimpiai játékokon
A 2020. évi nyári olimpiai játékokon a kajak-kenuban összesen 16 versenyszámot rendeztek meg. A szlalom versenyeket július 25. és 30., a gyorsasági versenyeket augusztus 2. és 7. között rendezték meg.

## Összesített éremtáblázat
(A táblázatokban Magyarország sportolói eltérő háttérszínnel, az egyes számoszlopok legmagasabb értéke vagy értékei vastagítással kiemelve.)
| A 2020. évi nyári olimpiai játékok éremtáblázata kajak-kenuban | A 2020. évi nyári olimpiai játékok éremtáblázata kajak-kenuban | A 2020. évi nyári olimpiai játékok éremtáblázata kajak-kenuban | A 2020. évi nyári olimpiai játékok éremtáblázata kajak-kenuban | A 2020. évi nyári olimpiai játékok éremtáblázata kajak-kenuban | Olimpia  |
| -------------------------------------------------------------- | -------------------------------------------------------------- | -------------------------------------------------------------- | -------------------------------------------------------------- | -------------------------------------------------------------- | -------- |
|                                                                | Ország                                                         | Arany                                                          | Ezüst                                                          | Bronz                                                          | Összesen |
| 1.                                                             | Magyarország (HUN)                                             | 3                                                              | 2                                                              | 1                                                              | 6        |
| 2.                                                             | Új-Zéland (NZL)                                                | 3                                                              | 0                                                              | 0                                                              | 3        |
| 3.                                                             | Németország (GER)                                              | 2                                                              | 1                                                              | 4                                                              | 7        |
| 4.                                                             | Ausztrália (AUS)                                               | 2                                                              | 0                                                              | 1                                                              | 3        |
| 5.                                                             | Kína (CHN)                                                     | 1                                                              | 2                                                              | 0                                                              | 3        |
| 6.                                                             | Csehország (CZE)                                               | 1                                                              | 1                                                              | 1                                                              | 3        |
| 7.                                                             | Egyesült Államok (USA)                                         | 1                                                              | 0                                                              | 0                                                              | 1        |
| 7.                                                             | Brazília (BRA)                                                 | 1                                                              | 0                                                              | 0                                                              | 1        |
| 7.                                                             | Kuba (CUB)                                                     | 1                                                              | 0                                                              | 0                                                              | 1        |
| 7.                                                             | Szlovénia (SLO)                                                | 1                                                              | 0                                                              | 0                                                              | 1        |
|                                                                |                                                                |                                                                |                                                                |                                                                |          |
| 11.                                                            | Spanyolország (ESP)                                            | 0                                                              | 3                                                              | 0                                                              | 3        |
| 12.                                                            | Nagy-Britannia (GBR)                                           | 0                                                              | 1                                                              | 1                                                              | 2        |
| 13.                                                            | Kanada (CAN)                                                   | 0                                                              | 1                                                              | 1                                                              | 2        |
| 13.                                                            | Lengyelország (POL)                                            | 0                                                              | 1                                                              | 1                                                              | 2        |
| 13.                                                            | Szlovákia (SVK)                                                | 0                                                              | 1                                                              | 1                                                              | 2        |
| 13.                                                            | Ukrajna (UKR)                                                  | 0                                                              | 1                                                              | 1                                                              | 2        |
| 17.                                                            | Fehéroroszország (BLR)                                         | 0                                                              | 1                                                              | 0                                                              | 1        |
| 17.                                                            | Olaszország (ITA)                                              | 0                                                              | 1                                                              | 0                                                              | 1        |
|                                                                |                                                                |                                                                |                                                                |                                                                |          |
| 19.                                                            | Dánia (DEN)                                                    | 0                                                              | 0                                                              | 2                                                              | 2        |
| 20.                                                            | Moldova (MDA)                                                  | 0                                                              | 0                                                              | 1                                                              | 1        |
| 20.                                                            | Portugália (POR)                                               | 0                                                              | 0                                                              | 1                                                              | 1        |
|                                                                |                                                                |                                                                |                                                                |                                                                |          |
| Összesen                                                       | Összesen                                                       | 16                                                             | 16                                                             | 16                                                             | 48       |

## Gyorsasági számok

### Éremtáblázat
(A táblázatokban a rendező nemzet sportolói eltérő háttérszínnel, az egyes számoszlopok legmagasabb értéke vagy értékei vastagítással kiemelve.)
| A 2020. évi nyári olimpiai játékok éremtáblázata gyorsasági kajak-kenuban | A 2020. évi nyári olimpiai játékok éremtáblázata gyorsasági kajak-kenuban | A 2020. évi nyári olimpiai játékok éremtáblázata gyorsasági kajak-kenuban | A 2020. évi nyári olimpiai játékok éremtáblázata gyorsasági kajak-kenuban | A 2020. évi nyári olimpiai játékok éremtáblázata gyorsasági kajak-kenuban | Olimpia  |
| ------------------------------------------------------------------------- | ------------------------------------------------------------------------- | ------------------------------------------------------------------------- | ------------------------------------------------------------------------- | ------------------------------------------------------------------------- | -------- |
|                                                                           | Ország                                                                    | Arany                                                                     | Ezüst                                                                     | Bronz                                                                     | Összesen |
| 1.                                                                        | Magyarország (HUN)                                                        | 3                                                                         | 2                                                                         | 1                                                                         | 6        |
| 2.                                                                        | Új-Zéland (NZL)                                                           | 3                                                                         | 0                                                                         | 0                                                                         | 3        |
| 3.                                                                        | Kína (CHN)                                                                | 1                                                                         | 2                                                                         | 0                                                                         | 3        |
| 4.                                                                        | Németország (GER)                                                         | 1                                                                         | 1                                                                         | 1                                                                         | 3        |
| 5.                                                                        | Ausztrália (AUS)                                                          | 1                                                                         | 0                                                                         | 0                                                                         | 1        |
| 5.                                                                        | Brazília (BRA)                                                            | 1                                                                         | 0                                                                         | 0                                                                         | 1        |
| 5.                                                                        | Egyesült Államok (USA)                                                    | 1                                                                         | 0                                                                         | 0                                                                         | 1        |
| 5.                                                                        | Kuba (CUB)                                                                | 1                                                                         | 0                                                                         | 0                                                                         | 1        |
|                                                                           |                                                                           |                                                                           |                                                                           |                                                                           |          |
| 9.                                                                        | Spanyolország (ESP)                                                       | 0                                                                         | 2                                                                         | 0                                                                         | 2        |
| 10.                                                                       | Kanada (CAN)                                                              | 0                                                                         | 1                                                                         | 1                                                                         | 2        |
| 10.                                                                       | Lengyelország (POL)                                                       | 0                                                                         | 1                                                                         | 1                                                                         | 2        |
| 10.                                                                       | Ukrajna (UKR)                                                             | 0                                                                         | 1                                                                         | 1                                                                         | 2        |
| 13.                                                                       | Fehéroroszország (BLR)                                                    | 0                                                                         | 1                                                                         | 0                                                                         | 1        |
| 13.                                                                       | Olaszország (ITA)                                                         | 0                                                                         | 1                                                                         | 0                                                                         | 1        |
|                                                                           |                                                                           |                                                                           |                                                                           |                                                                           |          |
| 15.                                                                       | Dánia (DEN)                                                               | 0                                                                         | 0                                                                         | 2                                                                         | 2        |
| 16.                                                                       | Csehország (CZE)                                                          | 0                                                                         | 0                                                                         | 1                                                                         | 1        |
| 16.                                                                       | Moldova (MDA)                                                             | 0                                                                         | 0                                                                         | 1                                                                         | 1        |
| 16.                                                                       | Nagy-Britannia (GBR)                                                      | 0                                                                         | 0                                                                         | 1                                                                         | 1        |
| 16.                                                                       | Portugália (POR)                                                          | 0                                                                         | 0                                                                         | 1                                                                         | 1        |
| 16.                                                                       | Szlovákia (SVK)                                                           | 0                                                                         | 0                                                                         | 1                                                                         | 1        |
|                                                                           |                                                                           |                                                                           |                                                                           |                                                                           |          |
| Összesen                                                                  | Összesen                                                                  | 12                                                                        | 12                                                                        | 12                                                                        | 36       |

### Érmesek

#### Férfiak

##### Kajak
| A 2020. évi nyári olimpiai játékok érmesei férfi gyorsasági kajakban |                                                                                |          |                                                                                       |          |                                                                        |          |
| Versenyszám                                                          | Arany                                                                          | Arany    | Ezüst                                                                                 | Ezüst    | Bronz                                                                  | Bronz    |
| K-1, 200 m                                                           | Tótka Sándor · Magyarország (HUN)                                              | 35,035   | Manfredi Rizza · Olaszország (ITA)                                                    | 35,080   | Liam Heath · Nagy-Britannia (GBR)                                      | 35,202   |
| K-1, 1000 m                                                          | Kopasz Bálint · Magyarország (HUN)                                             | 3:20,643 | Varga Ádám · Magyarország (HUN)                                                       | 3:22,431 | Fernando Pimenta · Portugália (POR)                                    | 3:22,478 |
| K-2, 1000 m                                                          | Ausztrália (AUS) · Jean van der Westhuyzen · Thomas Green                      | 3:15,280 | Németország (GER) · Max Hoff · Jacob Schopf                                           | 3:15,584 | Csehország (CZE) · Josef Dostál · Radek Šlouf                          | 3:16,106 |
| K-4, 500 m                                                           | Németország (GER) · Max Rendschmidt · Ronald Rauhe · Tom Liebscher · Max Lemke | 1:22,219 | Spanyolország (ESP) · Saúl Craviotto · Marcus Walz · Carlos Arévalo · Rodrigo Germade | 1:22,445 | Szlovákia (SVK) · Samuel Baláž · Denis Myšák · Vlček Erik · Adam Botek | 1:23,534 |

##### Kenu
| A 2020. évi nyári olimpiai játékok érmesei férfi gyorsasági kenuban |                                              |          |                                                       |          |                                                    |          |
| Versenyszám                                                         | Arany                                        | Arany    | Ezüst                                                 | Ezüst    | Bronz                                              | Bronz    |
| C-1, 1000 m                                                         | Isaquias Queiroz · Brazília (BRA)            | 4:04,408 | Liu Hao · Kína (CHN)                                  | 4:05,724 | Serghei Tarnovschi · Moldova (MDA)                 | 4:06,069 |
| C-2, 1000 m                                                         | Kuba (CUB) · Serguey Torres · Fernando Jorge | 3:24,995 | Kína (CHN) · Liu Hao · Cseng Peng-fej (Zheng Pengfei) | 3:25,198 | Németország (GER) · Sebastian Brendel · Tim Hecker | 3:25,615 |

#### Nők

##### Kajak
| A 2020. évi nyári olimpiai játékok érmesei női gyorsasági kajakban |                                                                                |          | |          |                                                                                             |          |
| Versenyszám                                                        | Arany                                                                          | Arany    | Ezüst                                                                                              | Ezüst    | Bronz                                                                                       | Bronz    |
| K-1, 200 m                                                         | Lisa Carrington · Új-Zéland (NZL)                                              | 38,120   | Teresa Portela · Spanyolország (ESP)                                                               | 38,883   | Emma Jørgensen · Dánia (DEN)                                                                | 38,901   |
| K-1 500 m                                                          | Lisa Carrington · Új-Zéland (NZL)                                              | 1:51,216 | Csipes Tamara · Magyarország (HUN)                                                                 | 1:51,855 | Emma Jørgensen · Dánia (DEN)                                                                | 1:52,773 |
| K-2, 500 m                                                         | Új-Zéland (NZL) · Lisa Carrington · Caitlin Regal                              | 1:35,785 | Lengyelország (POL) · Karolina Naja · Anna Puławska                                                | 1:36,753 | Magyarország (HUN) · Kozák Danuta · Bodonyi Dóra                                            | 1:36,867 |
| K-4, 500 m                                                         | Magyarország (HUN) · Kárász Anna · Kozák Danuta · Csipes Tamara · Bodonyi Dóra | 1:35,463 | Fehéroroszország (BLR) · Marharita Mahneva · Nadzeja Ljapeska · Volha Hudzenka · Marina Litvincsuk | 1:36,073 | Lengyelország (POL) · Karolina Naja · Anna Puławska · Justyna Iskrzycka · Helena Wiśniewska | 1:36,445 |

##### Kenu
| A 2020. évi nyári olimpiai játékok érmesei női gyorsasági kenuban |                                                                      |          |                                                            |          |                                                          |          |
| Versenyszám                                                       | Arany                                                                | Arany    | Ezüst                                                      | Ezüst    | Bronz                                                    | Bronz    |
| C-1, 200 m                                                        | Nevin Harrison · Egyesült Államok (USA)                              | 45,932   | Laurence Vincent Lapointe · Kanada (CAN)                   | 46,786   | Ljudmila Luzan · Ukrajna (UKR)                           | 47,034   |
| C-2, 500 m                                                        | Kína (CHN) · Hszü Si-hsziao (Xu Shixiao) · Szun Meng-ja (Sun Mengya) | 1:55,495 | Ukrajna (UKR) · Ljudmila Luzan · Anasztaszija Csetverikova | 1:57,499 | Kanada (CAN) · Laurence Vincent Lapointe · Katie Vincent | 1:59,041 |

## Vadvízi (szlalom) számok

### Éremtáblázat
(A táblázatokban a rendező nemzet sportolói eltérő háttérszínnel, az egyes számoszlopok legmagasabb értéke vagy értékei vastagítással kiemelve.)
| A 2020. évi nyári olimpiai játékok éremtáblázata szlalom kajak-kenuban | A 2020. évi nyári olimpiai játékok éremtáblázata szlalom kajak-kenuban | A 2020. évi nyári olimpiai játékok éremtáblázata szlalom kajak-kenuban | A 2020. évi nyári olimpiai játékok éremtáblázata szlalom kajak-kenuban | A 2020. évi nyári olimpiai játékok éremtáblázata szlalom kajak-kenuban | Olimpia  |
| ---------------------------------------------------------------------- | ---------------------------------------------------------------------- | ---------------------------------------------------------------------- | ---------------------------------------------------------------------- | ---------------------------------------------------------------------- | -------- |
|                                                                        | Ország                                                                 | Arany                                                                  | Ezüst                                                                  | Bronz                                                                  | Összesen |
| 1.                                                                     | Csehország (CZE)                                                       | 1                                                                      | 1                                                                      | 0                                                                      | 2        |
| 2.                                                                     | Németország (GER)                                                      | 1                                                                      | 0                                                                      | 3                                                                      | 4        |
| 3.                                                                     | Ausztrália (AUS)                                                       | 1                                                                      | 0                                                                      | 1                                                                      | 2        |
| 4.                                                                     | Szlovénia (SLO)                                                        | 1                                                                      | 0                                                                      | 0                                                                      | 1        |
|                                                                        |                                                                        |                                                                        |                                                                        |                                                                        |          |
| 5.                                                                     | Nagy-Britannia (GBR)                                                   | 0                                                                      | 1                                                                      | 0                                                                      | 1        |
| 5.                                                                     | Spanyolország (ESP)                                                    | 0                                                                      | 1                                                                      | 0                                                                      | 1        |
| 5.                                                                     | Szlovákia (SVK)                                                        | 0                                                                      | 1                                                                      | 0                                                                      | 1        |
|                                                                        |                                                                        |                                                                        |                                                                        |                                                                        |          |
| Összesen                                                               | Összesen                                                               | 4                                                                      | 4                                                                      | 4                                                                      | 12       |

### Érmesek
| A 2020. évi nyári olimpiai játékok érmesei szlalom kajak-kenuban |                                   |                                         |                                      |
| Versenyszám                                                      | Arany                             | Ezüst                                   | Bronz                                |
| Férfi C-1                                                        | Benjamin Savšek · Szlovénia (SLO) | Lukáš Rohan · Csehország (CZE)          | Sideris Tasiadis · Németország (GER) |
| Női C-1                                                          | Jessica Fox · Ausztrália (AUS)    | Mallory Franklin · Nagy-Britannia (GBR) | Andrea Herzog · Németország (GER)    |
| Férfi K-1                                                        | Jiří Prskavec · Csehország (CZE)  | Jakub Grigar · Szlovákia (SVK)          | Hannes Aigner · Németország (GER)    |
| Női K-1                                                          | Ricarda Funk · Németország (GER)  | Maialen Chourraut · Spanyolország (ESP) | Jessica Fox · Ausztrália (AUS)       |